# Luisa Cuesta Gutiérrez
Luisa Cuesta Gutiérrez (Medina de Rioseco, Valladolid, 19 de agosto de 1892 - Madrid, 1 de septiembre de 1962) fue una maestra y bibliotecaria española.

## Trayectoria
En 1910 se graduó con sobresaliente en el bachillerato en el Instituto de Valladolid. Ese mismo año se promulgó la Real Orden que permitía el acceso de las mujeres españolas a la universidad, siendo Emilia Pardo Bazán consejera de Instrucción pública.
Obtuvo el título de maestra en la Escuela Normal de Valladolid con un expediente también de sobresaliente. En el año 1914 aprobó unas oposiciones de maestra nacional, ocupando un puesto en la escuela de Población de Campos (provincia de Palencia). Al tiempo que trabajaba se matriculó en la llamada Universidad Literaria de Valladolid, cursando el primer año (1914-1915) y consiguiendo matrícula de honor en todas las materias. Posteriormente cursó los tres cursos siguientes en la Universidad Central de Madrid, después de solicitar el traslado y renunciar a su puesto de maestra.
Pasó una breve estancia en la Residencia de Señoritas donde era directora María de Maeztu.
Terminó sus estudios en 1918 en Valladolid, consiguiendo el premio extraordinario de licenciatura. Posteriormente realizó los cursos de doctorado en la Universidad Central.
Entre 1918 y 1921 ejerció como profesora en la Facultad de Filosofía y Letras de Valladolid, en la sección Historia, impartiendo las materias de Geografía política y descriptiva y Paleografía mientras preparaba su tesis. Fue la primera profesora universitaria española si exceptuamos el nombramiento de Emilia Pardo Bazán como catedrática de lenguas no-latinas de los estudios de doctorado de Filosofía y Letras.
Su tesis de doctorado llevaba por título La Gasca en América: contribución al estudio de la política colonizadora de España en América durante él siglo XVI y fue leída en 1927 en la Universidad Central.
En 1921 accedió, por oposición, y con el número 16, al Cuerpo Facultativo de Archiveros, Bibliotecarios y Arqueólogos, teniendo como primer destino la Biblioteca de la Universidad de Santiago de Compostela donde permaneció hasta 1930.
Ese mismo año se matriculó en la Facultad de Derecho, siendo la primera mujer en hacerlo. Hasta 1923, cursó 15 materias, de las que sacó 11 con la calificación de sobresaliente. Sin embargo, sus pasos profesionales quedaron vinculados al mundo de las bibliotecas, en el que realizó un importante trabajo en la conformación de la Biblioteca América de la USC. Durante su estancia en Galicia, colaboró con el Seminario de Estudios Gallegos, y fue autora de numerosos trabajos sobre la historia de la emigración en América y la imprenta en Galicia.
Ejerció de profesora auxiliar de 1924 a 1930, año en que se trasladó a Madrid. En octubre de 1930 pasó a trabajar en la Biblioteca Nacional de España siendo director Miguel Artigas. Compatibilizó este trabajo con su faceta investigadora, publicando diversas obras sobre emigración, la imprenta y fondo antiguo entre 1930 y 1935. Leyó su segunda tesis doctoral en la Universidad Central, en esta ocasión en Derecho, titulada La colonización de la Patagonia en el siglo XVIII (1930). En 1931 se afilió a la Federación Española de Trabajadores de la Enseñanza, FETE, de UGT. Más tarde, en 1935, se afilió al Partido Comunista y fue miembro de la Asociación de Amigos de la Unión Soviética. Durante la guerra formó parte del Frente Popular de Funcionarios y más tarde del Sindicato de Trabajadores de Archivos, Bibliotecas y Museos (STABYM), desde su fundación en 1937.
Tras el golpe de Estado del 18 de julio de 1936 el Ministerio de Instrucción Pública y Bellas Artes cambió la Junta Facultativa por una Comisión Gestora del Cuerpo Facultativo de Archivos, Bibliotecas y Museos, en la que Cuesta participó como vocal. Esta gestora se disolvió y fue continuada por la Comisión Delegada del Consejo Central de Archivos, Bibliotecas y Tesoro Artístico. Ya no formó parte de esta comisión; sin embargo, sí formaba parte del equipo que catalogaba los libros incautados y depositados en la Biblioteca Nacional por la junta de Incautaciones, que tenía por objetivo proteger el patrimonio bibliográfico en tiempo de guerra. Cuesta participó de manera activa en las acciones de salvamento y protección de obras de arte.
Llegó a ser la directora de la Biblioteca Nacional durante la etapa de la guerra civil, desarrollando una importante labor en la protección del patrimonio bibliográfico ante los bombardeos sufridos en la capital por parte del ejército sublevado.
En noviembre de 1937, tras el cierre de los archivos, bibliotecas y museos de Madrid, fue trasladada, siguiendo la Orden circular de 9 de septiembre al Archivo de la Delegación de Hacienda de Ciudad Real. Tras la guerra civil trabajó en distintas bibliotecas hasta que en 1945 fue readmitida en la Biblioteca Nacional al frente de la Sección de Hispanoamérica, cargo que ejerció hasta su jubilación en 1962.

## Premios y reconocimientos
Su obra El feminismo y sus orientaciones actuales recibió el premio Duquesa de Alba en la Feria de la Mujer de Pontevedra (1929)
Obtuvo el Premio Bibliográfico Nacional del Ministerio de Educación en dos ocasiones.
El aula nº 19 de la Facultad de Filosofía y Letras de la Universidad de Valladolid lleva su nombre desde 2015.

## Obras
- Los orígenes de la Biblioteca Universitaria de Santiago. Santiago de Compostela: Tip. de Él Eco Franciscano, 1930.
- La emigración gallega a América, Archivos del Seminario de Estudios Gallegos, 1932, pp. 141–217.
- La Universidad de Santiago: su pasado, su presente y su porvenir, Boletín de lana Universidad de Santiago, cordero III, nº 4 (dec. 1929-sha. 1903), pp. 3–38; nº 8 (dec. 1930-xan. 1931), pp. 3–17.
- La imprenta en Santiago de Compostela,  Gutenberg-Jahrburch, 1932, pp. 202–244.
- María Lejárraga de Martínez Sierra, Vida femenina Nº 7 (1934).
- Un formulario inédito de Cataluña, Anuario de Historia de él Derecho Español , nº 11 (1934), pp. 479–486.
- Incunables con grabados en la Biblioteca Nacional de Madrid . Gutenberg-Jahrburch, 1935, pp. 74–92.
- Catálogo de obras iberoamericanas y filipinas de la Biblioteca Nacional de Madrid (redactado y ordenado por Dª LUISA CUESTA con la colaboración de MODESTA CUESTA; prólogo de FRANCISCO SINTES OBRADOR). Madrid, Dirección General de Archivos y Bibliotecas, 1953.[10]